# Igra
Igra (in russo Игра?; in lingua udmurta: Эгра) è un villaggio che si trova nella Repubblica Autonoma dell'Udmurtia, in Russia. È il centro amministrativo del distretto Igrinskij.
L'insediamento è situato sul fiume Loza (un affluente della Čepca), 92 km a nord di Iževsk.